# 徐植信
徐植信（1929年—），男，江苏嘉定（今属上海）人，中国固体力学家、地震工程专家，曾任同济大学教授、博士生导师。